# Liste der denkmalgeschützten Objekte in Laßnitzhöhe
Die Liste der denkmalgeschützten Objekte in Laßnitzhöhe enthält die denkmalgeschützten, unbeweglichen Objekte der Gemeinde Laßnitzhöhe im steirischen Bezirk Graz-Umgebung.

## Denkmäler
| Foto |                 | Denkmal                                                                           | Standort                                 | Beschreibung | Metadaten |
| ---- | --------------- | --------------------------------------------------------------------------------- | ---------------------------------------- | --- | --- |
| ja   | Datei hochladen | Kath. Filialkirche Christkönig mit Pfarrgebäude HERIS-ID: 99058 Objekt-ID: 115076 | Autal 10 Standort KG: Laßnitzhöhe        | Klassisch moderne Kirche von 1933, formal streng mit charakteristischem Turm. Die Kirche trägt das Patrozinium Hl. Kreuzerhöhung. Sie ist eine Stationskaplanei. | BDA-Hist.: Q784400 Status: § 2a Stand der BDA-Liste: 2025-06-30 Name: Kath. Filialkirche Christkönig mit Pfarrgebäude GstNr.: .305, 736/3 Autaler Kirche |
| ja   | Datei hochladen | Sog. Villa Lug ins Land HERIS-ID: 45751 Objekt-ID: 47175                          | Hauptstraße 122 Standort KG: Laßnitzhöhe | Die Villa wurde 1905 von Adalbert Pasdirek-Coreno erbaut. | BDA-Hist.: Q2525394 Status: Bescheid Stand der BDA-Liste: 2025-06-30 Name: Sog. Villa Lug ins Land GstNr.: .349 Villa Lug ins Land                       |
| ja   | Datei hochladen | Kath. Pfarrkirche Christi Geburt HERIS-ID: 51612 Objekt-ID: 57301                 | Hauptstraße 22a Standort KG: Laßnitzhöhe | Moderne Kirche der 1960er, verschnittene Baukörper auf sternförmigem Grundriss, mit campanileartig freistehehendem, das Geläut offen zeigendem Turm.             | BDA-Hist.: Q1574263 Status: § 2a Stand der BDA-Liste: 2025-06-30 Name: Kath. Pfarrkirche Christi Geburt GstNr.: .559 Pfarrkirche Laßnitzhöhe             |